# Tsend-Ochiryn Tsogtbaatar
Tsend-Ochiryn Tsogtbaatar (en mongol : Цэнд-Очирын Цогтбаатар), né le 16 mars 1996 à Oulan-Bator, est un judoka mongol évoluant actuellement dans la catégorie des moins de 73 kg (poids légers).
Il a concouru d'abord dans la catégorie des moins de 60 kg obtenant le bronze aux championnats d'Asie de 2016 à Tachkent. Puis, il évolue dans deux catégories supérieures en -73kg à partir de 2017 ; il réussit à être sacré champion asiatique en 2019 à Fujairah.
Battu en demi-finale par le japonais Shohei Ono, il obtient la médaille de bronze olympique dans la catégorie des moins de 73 kg aux Jeux olympiques d'été de 2020 après avoir battu le canadien Arthur Margelidon.
Il est médaillé d'or dans la catégorie des moins de 73 kg aux Championnats du monde de judo 2022 à Tachkent.